# Avia Pervia Modena
El Avia Pervia Modena  fue un equipo de voleibol italiano de la ciudad de Modena.

## Historia
El equipo, creado en 1947 como Unione Sportiva Ferrari por voluntad de Franco Anderlini se fusiona con el Circolo Sportivo Avia Pervia en 1952. Entre la temporada 1957 y la 1962/1963, a las órdenes del mismo Anderlini, el equipo consigue ganar por 5 veces el Campeonato de Italia, terminando las demás temporadas en las primeras posiciones. En 1963/1964 acaba el campeonato en segundo lugar, sin embargo a causa de los problemas financieros el equipo desaparece. 
Su legado es recogido por el Menegola Modena, el equipo de los bomberos de la ciudad que después de dos años en la Segunda División de Italia, es absorbido por el Gruppo Sportivo Panini.

## Palmarés
- Campeonato de Italia (5)

1957, 1959, 1960, 1962, 1962/1963
2°lugar (4) : 1954, 1958, 1961, 1963/1964